# Alison Doody
Alison Doody (ur. 11 listopada 1966 w Dublinie) – irlandzka aktorka i modelka, występowała jako Jenny Flex w filmie Zabójczy widok (1985) i w roli Elsy Schneider w Indianie Jones i ostatniej krucjacie (1989), a także z roli Elizabeth Maitland w Kopalniach króla Salomona.

## Życiorys
Urodziła się w Dublinie w Irlandii jako najmłodsze z trójki dzieci. Jej matka, Joan, była terapeutką piękności, a jej ojciec Patrick pracował w branży nieruchomości i prowadził gospodarstwo rolne. Uczęszczała do średniej katolickiej szkoły Mount Anville Secondary School.
Odkryta przez fotografa, podjęła pracę jako fotomodelka. Po tym jak została dostrzeżona przez reżysera castingu czternastego filmu o przygodach Jamesie Bondzie, przyjęła małą rolę jako Jenny Flex w filmie Johna Glena Zabójczy widok (A View to a Kill, 1985) z udziałem Rogera Moore’a, Christophera Walkena, Tanyą Roberts i Grace Jones. Doody została wymieniona jako jedna z 12. obiecujących nowych aktorów z 1986 roku w Screen World Johna Willisa, t. 38. Nadal tylko 18 lat, kiedy pojawiła się w tej roli, Doody była - i pozostała - najmłodszą jak dotąd dziewczyną Bonda. W ekranizacji powieści Jacka Higginsa Modlitwa za konających (A Prayer for the Dying, 1987) w reżyserii Mike’a Hodgesa u boku Mickeya Rourke’a i Boba Hoskinsa wystąpiła jako członek IRA Siobhan Donovan. Po udziale w dreszczowcu Taffin (1988) z Pierce’em Brosnanem, zagrała rolę austriackiej sympatyczki nazistowskiej i archeolog dr Elsy Schneider w Indianie Jones i ostatniej krucjacie (1989) u boku Harrisona Forda (Indiana Jones) i Seana Connery’ego. 
W 2009 gościła w programie The Late Late Show.
W latach 1994–2006 była żoną polityka Gavina O’Reilly’ego. Mają dwie córki: Alannę (ur. 1996) i Lauren (ur. 1999).

## Wybrana filmografia
- 1985: Zabójczy widok jako Jenny Flex
- 1988: Taffin jako Charlotte
- 1989: Indiana Jones i ostatnia krucjata jako dr Elsa Schneider
- 1994: Pierwsza liga II jako Rebecca Flannery
- 2004: Kopalnie króla Salomona (TV) jako Elizabeth Maitland